# Team Andromeda
Team Andromeda était une équipe de développement interne de Sega à l'époque de la Sega Saturn, connue notamment pour la série de jeux vidéo Panzer Dragoon. Le groupe a été créé en 1994 puis dissous en 1998 après la sortie du jeu Panzer Dragoon Saga.

## Jeux développés par la Team Andromeda

### Sega Saturn
- Panzer Dragoon (1995)
- Panzer Dragoon II Zwei (1996)
- Panzer Dragoon Saga (1998)

### PC(Windows)
- Panzer Dragoon (1995)